# Raroia
Raroia, (uttalas: ra-ro-íía) är en ö som tillhör Tuamotuöarna i Franska Polynesien i östra Stilla havet med 349 invånare (2015). Atollen, inklusive den djupa lagunen i centrum, täcker ett område på 413 km².
Thor Heyerdahls KonTiki-expedition, med Bengt Danielsson som deltagare, nådde fram till Raroia den 7 augusti 1947. Danielsson återvände senare till ön för etnografiska fältstudier. Han publicerade boken Raroia - den lyckliga ön (1951) och sin  doktorsavhandling Life on Raroia (1955).
Han skrev också barn- och ungdomsböcker, t.ex. Villervalle i Söderhavet (1957) som sedermera blev till en TV-serie som spelades in på Raroia 1962.    

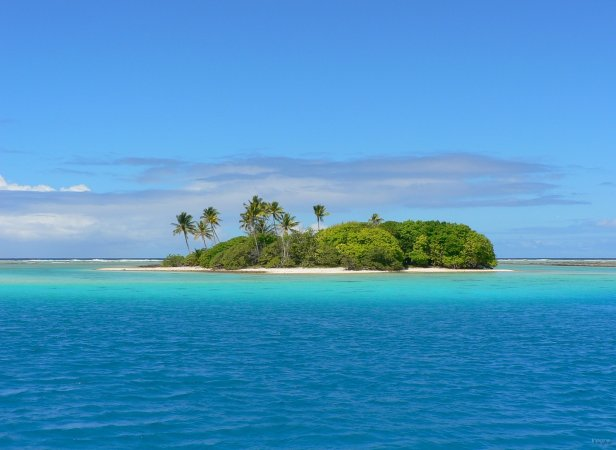
Tahuna maru utanför Raroia